# 민족문제연구소의 친일인명사전 수록자 명단 - 경찰
민족문제연구소의 친일인명사전 수록자 명단 - 경찰은 2009년 11월 8일에 민족문제연구소가 발간한 친일인명사전 수록자 명단 중 경찰 분야에 분류된 이들의 명단이다.

## 경찰  분야 목록 (880명)

### 가
| - 강경희 (康璟羲) - 관료 - 강낙중 (姜洛中) - 강난희 (姜蘭熙) - 강남기 (姜南奇) - 강노영 (姜老永) - 강덕호 (姜德鎬) - 강만표 (姜萬表) - 강면욱 (姜冕昱) - 강보형 (姜寶馨) - 관료 - 강봉서 (姜鳳瑞) - 관료 - 강사영 (姜士英) - 강상혁 (姜尙赫) - 강영춘 (姜永春) - 강용건 (姜龍乾) - 강원생 (姜元生) - 강이황 (姜利璜) - 친일단체 - 강익엽 (康益燁) - 강인수 (姜寅秀) - 강인우 (姜麟祐) - 친일단체 - 강재근 (姜載根) - 강정선 (康正璿) - 강진풍 (姜鎭豊) - 강찬빈 (康燦彬) - 강쾌열 (姜快烈) - 강태규 (姜泰葵) - 강태만 (姜泰萬) - 강헌 (姜憲) - 강호순 (姜灝淳) - 계광순 (桂珖淳) - 관료 - 계난수 (桂蘭秀) - 해외 - 고규윤 (高圭潤) - 고원훈 (高元勳) - 중추원, 관료 - 고윤상 (高允相) - 고정준 (高丁俊) - 고제선 (高濟璇) - 고창덕 (高昌德) - 고피득 (高彼得) - 곽두금 (郭斗金) - 곽병호 (郭秉護) - 곽을룡 (郭乙龍) - 구강 (具岡) - 구연수 (具然壽) - 중추원, 친일단체 - 구연춘 (具然春) - 구자경 (具滋璟) - 관료 - 권만진 (權滿鎭) - 권부용 (權芙蓉) - 권영대 (權寧大) - 권영중 (權寧重) - 권오용 (權五鎔) - 권위상 (權魏相) - 권익채 (權益采) - 관료 - 권준상 (權俊相) - 권중익 (權重翼) - 관료 - 권중철 (權重喆) - 권태형 (權泰珩) - 관료 - 권형철 (權瀅哲) - 금낙순 (琴樂淳) - 길병성 (吉秉聖) - 길소진 (吉小鎭) - 길옥열 (吉玉烈) - 길용일 (吉龍一) - 김경구 (金烱久) - 김경배 (金莖培) - 관료 - 김경업 (金炅業) - 김경용 (金敬容) - 김경태 (金慶泰) - 김계현 (金啓賢) - 김광호 (金光浩) - 김구배 (金龜培) - 김구열 (金龜烈) - 김귀동 (金貴童) - 김규영 (金珪榮) - 김규현 (金圭鉉) - 김극일 (金極一) - 관료 - 김근식 (金根植) - 김기수 (金基洙) - 김기조 (金基潮) - 김기태 (金錤泰) - 김난석 (金蘭錫) - 김대원 (金大元) - 김덕기 (金悳基) - 관료 - 김덕순 (金德淳) - 김덕양 (金德良) - 김덕홍 (金德弘) - 김도식 (金道植) | - 김도원 (金道源) - 김동선 (金東先) - 김동설 (金東雪) - 김동숙 (金同淑) - 김동욱 (金東昱) - 김동진 (金東振) - 김득률 (金得律) - 김만근 (金萬斤) - 김맹철 (金孟철) - 김면규 (金冕圭) - 김명찬 (金明瓚) - 김명환 (金明煥) - 김문용 (金文鎔) - 김병렬 (金炳烈) - 김병연 (金秉連) - 김병욱 (金炳旭) - 김병주 (金炳柱) - 김병철 (金炳喆) - 김복길 (金福吉) - 김복의 (金福義) - 김봉규 (金鳳圭) - 김봉문 (金鳳文) - 김봉수 (金鳳洙) - 김봉인 (金鳳仁) - 김봉적 (金鳳赤) - 김봉준 (金奉俊) - 김봉호 (金鳳鎬) - 김봉희 (金鳳熙) - 김사연 (金士連) - 김삼익 (金三益) - 김상규 (金相奎) - 김상섭 (金相燮) - 김상순 (金相淳) - 김상욱 (金相勖) - 김상윤 (金相贇) - 김석기 (金錫起) - 김석기 (金石基) - 김석칠 (金錫七) - 김석택 (金石澤) - 김석호 (金錫浩) - 김성균 (金聲均) - 김성대 (金成大) - 김성범 (金成範) - 김성부 (金成富) - 김성수 (金聖壽) - 김성철 (金成哲) - 김세륜 (金世倫) - 김세보 (金世寶) - 김소복 (金小福) - 김소직 (金昭直) - 김수만 (金水萬) - 김수일 (金秀一) - 김순 (金순) - 김순희 (金舜熙) - 김승연 (金昇鍊) - 김승연 (金承鍊) - 김승종 (金昇鍾) - 김승찬 (金昇燦) - 김시욱 (金時昱) - 관료 - 김양성 (金良成) - 김억조 (金億祚) - 김영걸 (金永杰) - 관료 - 김영규 (金永圭) - 김영배 (金永培) - 중추원, 관료 - 김영상 (金永祥) - 관료 - 김영석 (金永碩) - 김영선 (金榮善) - 김영세 (金榮世) - 김영수 (金英守) - 김영순 (金榮淳) - 김영식 (金榮植) - 김영주 (金永周) - 김영진 (金瑛瑨) - 김영하 (金永河) - 김영호 (金永浩) - 김옥현 (金玉賢) - 김요현 (金堯現) - 김용벽 (金龍碧) - 김용선 (金用善) - 김용완 (金容完) - 김용우 (金龍禹) - 김용제 (金用濟) - 김용헌 (金溶憲) - 김용희 (金容羲) | - 김우종 (金禹鍾) - 김운섭 (金運燮) - 김원조 (金遠祚) - 김유하 (金榴夏) - 김윤만 (金潤萬) - 김윤복 (金允福) - 중추원 - 김윤집 (金允緝) - 김윤철 (金潤哲) - 김은제 (金殷濟) - 김을도 (金乙道) - 김응권 (金應權) - 김의수 (金義洙) - 김익권 (金益權) - 김인봉 (金仁奉) - 김인영 (金仁泳) - 김인옥 (金仁玉) - 김장환 (金璋煥) - 김재덕 (金在悳) - 김재성 (金載聲) - 김재영 (金在榮) - 김재환 (金在煥) - 김정만 (金正萬) - 김정욱 (金晶旭) - 김정탁 (金正鐸) - 김정태 (金正泰) - 김정택 (金貞澤) - 김정혁 (金貞赫) - 김제병 (金濟炳) - 김제성 (金濟晟) - 김제현 (金濟鉉) - 김종가 (金鍾街) - 김종관 (金鍾寬) - 김종구 (金鍾球) - 김종두 (金宗斗) - 김종석 (金鍾奭) - 관료 - 김종원 (金鍾元) - 김종주 (金鍾鑄) - 김종진 (金淙鎭) - 관료 - 김종현 (金宗鉉) - 김종환 (金淙煥) - 김주환 (金胄煥) - 김준권 (金峻權) - 김준홍 (金濬弘) - 김중식 (金重埴) - 김중호 (金仲浩) - 김증옥 (金曾玉) - 김지연 (金志淵) - 김진봉 (金鎭鳳) - 김진영 (金振永) - 김진탁 (金晋卓) - 김차봉 (金次鳳) - 김찬욱 (金燦旭) - 관료 - 김창수 (金昌洙) - 김창영 (金昌永) - 관료, 해외 - 김창완 (金昌完) - 김창욱 (金昌旭) - 김천리 (金千里) - 김철수 (金哲洙) - 김태석 (金泰錫) - 중추원, 관료 - 김태형 (金台衡) - 친일단체 - 김태희 (金太熙) - 김택근 (金澤根) - 김택원 (金宅源) - 김판동 (金判同) - 김필수 (金弼洙) - 김학규 (金學圭) - 김학석 (金學錫) - 김항곤 (金亢坤) - 김해룡 (金海龍) - 친일단체 - 김해일 (金海一) - 김혁태 (金赫泰) - 김현욱 (金顯旭) - 김현철 (金顯哲) - 김형권 (金亨權) - 김형수 (金衡洙) - 김형순 (金亨淳) - 김형조 (金瀅祚) - 김형진 (金亨鎭) - 김호우 (金虎羽) - 김홍걸 (金弘傑) - 김홍국 (金洪國) - 김홍식 (金弘植) - 김흥률 (金興律) - 김희택 (金熙澤) |

### 나
| - 나구하 (羅九河) - 나규렴 (羅奎濂) - 나진용 (羅鎭庸) - 남기윤 (南基允) - 관료 - 남기훈 (南基勛) | - 남승희 (南昇熙) - 남학봉 (南學鳳) - 남효근 (南孝根) - 노기주 (魯璣柱) - 노덕술 (盧德述) | - 노인국 (魯寅國) - 노정근 (盧貞根) - 노정순 (盧正淳) - 노주봉 (盧周鳳) |

### 다
| - 도광환 (都光煥) | - 도세호 (都世浩) | - 도헌 (都憲) |

### 마
| - 마동휘 (馬東徽) - 마현희 (馬鉉羲) - 관료 - 맹해성 (孟海成) - 문경필 (文卿弼) - 문관현 (文觀顯) | - 문대길 (文大吉) - 문성옥 (文成玉) - 문시창 (文時昌) - 문원보 (文源甫) | - 문진상 (文鎭庠) - 문천목 (文天穆) - 문치재 (文致在) - 문태영 (文台榮) |

### 바
| - 박경진 (朴景鎭) - 박계봉 (朴季鳳) - 박광희 (朴光禧) - 박권수 (朴權洙) - 박귀환 (朴貴煥) - 박근수 (朴根壽) - 관료 - 박기남 (朴基南) - 박남주 (朴南柱) - 박남진 (朴南鎭) - 박내창 (朴來昌) - 박내춘 (朴來春) - 박달중 (朴達仲) - 박덕용 (朴德容) - 박명석 (朴命石) - 박문기 (朴文琪) - 박범룡 (朴凡龍) - 박병규 (朴秉圭) - 박병조 (朴秉祚) - 박병화 (朴炳和) - 박보라 (朴保羅) - 박사룡 (朴四龍) - 박상용 (朴商用) - 박순상 (朴淳翔) - 박승관 (朴承琯) - 관료 - 박승수 (朴昇洙) - 관료 - 박영근 (朴榮根) - 관료 - 박영수 (朴永守) - 박영우 (朴英雨) - 박영화 (朴瑛華) - 박영환 (朴永煥) - 박영환 (朴永煥) | - 박영환 (朴泳煥) - 박영희 (朴永熙) - 박용 (朴湧) - 박용갑 (朴龍甲) - 박용암 (朴龍岩) - 박우빈 (朴祐斌) - 박운구 (朴雲龜) - 박원도 (朴源道) - 박윤성 (朴允成) - 박윤철 (朴潤喆) - 박을수 (朴乙守) - 박응줄 (朴應茁) - 박의창 (朴儀昌) - 박인종 (朴麟鍾) - 박인훈 (朴麟勳) - 박장환 (朴章煥) - 박재수 (朴在洙) - 관료 - 박재원 (朴在元) - 박정길 (朴丁吉) - 박정로 (朴正魯) - 박정로 (朴正魯) - 박정순 (朴正純) - 관료 - 박제도 (朴濟道) - 박제훈 (朴齊勳) - 박종숙 (朴鍾肅) - 박종호 (朴鍾浩) - 박준호 (朴準顥) - 박진영 (朴鎭英) - 관료 - 박진춘 (朴震春) - 박진하 (朴震夏) - 박진항 (朴鎭亢) | - 박진호 (朴鎭浩) - 박차숙 (朴且叔) - 박찬구 (朴燦求) - 박태선 (朴泰善) - 박태언 (朴泰彦) - 박학로 (朴學魯) - 박학진 (朴學珍) - 박형로 (朴亨魯) - 박호양 (朴호陽) - 박희정 (朴喜鼎) - 방인형 (方仁炯) - 방효선 (方孝善) - 배경훈 (裵景勳) - 배귀암 (裵貴岩) - 배도준 (裵道俊) - 배만수 (裵萬洙) - 배병모 (裵秉模) - 배석린 (裵錫麟) - 관료 - 배영원 (裵永源) - 배용표 (裵鎔杓) - 배정자 (裵貞子) - 해외 - 백능수 (白能守) - 백명갑 (白明甲) - 백성수 (白聖洙) - 백영권 (白濙權) - 백원교 (白元敎) - 백의용 (白儀鏞) - 변성규 (卞成圭) - 변영화 (卞榮和) - 관료 - 변종철 (卞鍾喆) - 변훈 (邊壎) |

### 사
| - 서기순 (徐紀淳) - 관료 - 서기영 (徐基榮) - 서상영 (徐相瑛) - 서상용 (徐相鎔) - 서소봉 (徐小鳳) - 서승렬 (徐承烈) - 서육권 (徐六權) - 서재욱 (徐載郁) - 서재익 (徐在益) - 서정국 (徐廷國) - 서정국 (徐廷國) - 서정진 (徐廷瑨) - 서태하 (徐台河) - 선우갑 (鮮于甲) - 군 - 선우박 (鮮于樸) - 관료 - 선우형 (鮮于瀅) - 성낙영 (成樂英) - 성봉규 (成奉珪) - 성은주 (成殷柱) - 성정수 (成禎洙) - 관료 | - 소진은 (蘇鎭殷) - 관료 - 손경수 (孫景洙) - 관료 - 손석도 (孫錫度) - 관료 - 손양한 (孫亮漢) - 손영남 (孫泳南) - 손해진 (孫海震) - 관료 - 송남섭 (宋南燮) - 송덕수 (宋德洙) - 송병주 (宋秉柱) - 송병헌 (宋秉憲) - 송세태 (宋世泰) - 송수용 (宋脩用) - 송시경 (宋侍卿) - 송영호 (宋寧鎬) - 송인석 (宋仁錫) - 송종태 (宋鍾泰) - 송주호 (宋周浩) - 송희철 (宋熙哲) - 신두영 (申斗永) | - 신두현 (辛斗鉉) - 신면동 (申冕東) - 신상호 (申相鎬) - 신수일 (申秀一) - 신양재 (愼良縡) - 관료 - 신우균 (申宇均) - 신정식 (申正植) - 신종섭 (辛鍾燮) - 신철갑 (辛哲甲) - 신태균 (申泰均) - 신태현 (申台鉉) - 신태희 (申泰喜) - 신형수 (申瑩秀) - 신흥만 (辛興萬) - 심능유 (沈能維) - 심두근 (沈斗根) - 심상우 (沈相雨) - 심재억 (沈在億) - 심형택 (沈亨澤)) |

### 아
| - 안경선 (安慶善) - 안병록 (安秉祿) - 안수병 (安洙丙) - 안승복 (安承馥) - 관료 - 안정국 (安貞國) - 관료 - 안정옥 (安廷玉) - 안종렬 (安鍾烈) - 안종철 (安鍾哲) - 안창준 (安昌濬) - 안형식 (安瀅植) - 안흥준 (安興駿) - 양금룡 (梁今龍) - 양성순 (梁星淳) - 양익현 (梁益賢) - 관료 - 양재덕 (梁在德) - 양재홍 (楊載弘) - 양주한 (梁柱翰) - 양형건 (楊炯健) - 어봉룡 (魚鳳龍) - 어윤호 (魚允浩) - 엄명섭 (嚴明燮) - 엄의섭 (嚴義燮) - 엄주면 (嚴柱勉) - 여경엽 (余璟燁) - 여동춘 (呂同春) - 여태현 (呂泰鉉) - 연성희 (延成熙) - 연태윤 (延泰潤) - 염은준 (廉殷俊) - 오경팔 (吳景八) - 오기선 (吳奇繕) - 오도련 (吳道連) - 오동주 (吳東周) - 오동환 (吳東煥) - 오봉수 (吳鳳壽) - 오석근 (吳錫根) - 오석유 (吳錫裕) - 관료 - 오세기 (吳世基) - 오세영 (吳世泳) - 오세윤 (吳世尹) - 관료 - 오수만 (吳壽巒) - 오연태 (吳演台) - 오영근 (吳榮根) - 오영세 (吳檸世) - 관료 - 오용근 (吳溶根) - 오이석 (吳利錫) - 오준영 (吳駿泳) - 오치한 (吳致翰) - 관료 - 오태여 (吳泰艅) - 관료 - 오학영 (吳鶴泳) - 왕인식 (王仁植) - 왕희필 (王熙弼) - 원세호 (元世鎬) - 위금봉 (魏金鳳) - 위종기 (魏鍾冀) - 관료 - 유경시 (劉敬始) - 유금열 (劉今烈) - 유금용 (劉今容) - 유기룡 (柳基龍) - 유남선 (兪南善) - 유만종 (劉萬鍾) - 유명렬 (柳明烈) - 유배한 (劉培漢) - 유복문 (柳福文) - 유부룡 (柳富龍) - 유석화 (劉錫華) - 유성삼 (柳成三) - 유승운 (劉承雲) - 유인근 (柳寅根) - 유재춘 (柳在春) - 유정식 (兪廷植) - 유진문 (兪鎭雯) - 유진후 (兪鎭厚) - 류창렬 (柳昌烈) | - 유치억 (兪致億) - 유치엽 (兪致燁) - 육무철 (陸武哲) - 윤경로 (尹烱魯) - 윤만중 (尹萬重) - 윤병희 (尹秉禧) - 관료 - 윤상일 (尹相日) - 윤수현 (尹壽鉉) - 윤시영 (尹始榮) - 윤용대 (尹龍大) - 윤용원 (尹龍遠) - 윤작로 (尹灼老) - 윤정봉 (尹丁鳳) - 윤정선 (尹政善) - 윤정희 (尹廷熙) - 윤종화 (尹鍾華) - 관료 - 윤찬수 (尹贊洙) - 윤태남 (尹泰南) - 윤학기 (尹學起) - 윤학행 (尹學行) - 윤학현 (尹鶴鉉) - 윤화규 (尹華圭) - 윤훈모 (尹熏模) - 은성학 (殷成學) - 은한섭 (殷漢燮) - 이경재 (李庚在) - 해외 - 이경회 (李慶晦) - 이계한 (李啓漢) - 중추원, 해외 - 이교승 (李敎承) - 이구범 (李九範) - 이국섭 (李國燮) - 이군돌 (李群突) - 이규채 (李圭采) - 이규한 (李揆漢) - 이근섭 (李根燮) - 이기영 (李箕榮) - 이기현 (李基玄) - 이난수 (李蘭洙) - 이능섭 (李能燮) - 이덕근 (李德根) - 이동섭 (李東燮) - 이동재 (李東宰) - 이두환 (李斗煥) - 이면근 (李冕根) - 이면식 (李冕植) - 이명흠 (李明欽) - 이무갑 (李武甲) - 이민권 (李敏權) - 이민택 (李民澤) - 이민행 (李敏行) - 이민호 (李敏浩) - 이배훈 (李培薰) - 이백규 (李百珪) - 이병면 (李炳冕) - 이병식 (李丙植) - 관료 - 이병호 (李秉浩) - 이보운 (李輔雲) - 이봉래 (李鳳來) - 이봉선 (李鳳善) - 이봉인 (李鳳仁) - 이봉재 (李奉宰) - 이사은 (李思殷) - 이상배 (李祥培) - 이상섭 (李相燮) - 이상윤 (李相允) - 이상춘 (李商春) - 이성근 (李聖根) - 관료, 친일단체 - 이성도 (李成道) - 이성실 (李聖實) - 이성옥 (李成玉) - 이수달 (李樹達) - 이수협 (李樹浹) - 이순만 (李順萬) - 이순재 (李舜載) | - 이신규 (李信奎) - 이영관 (李榮琯) - 이영근 (李영根) - 이영근 (李永根) - 이영우 (李榮雨) - 이영춘 (李泳春) - 이완두 (李玩斗) - 이용만 (李容萬) - 이용승 (李容承) - 이용천 (李龍川) - 이원극 (李元極) - 이원보 (李源甫) - 중추원, 관료, 친일단체 - 이원용 (李源鎔) - 이원우 (李洹雨) - 이원찬 (李源讚) - 관료 - 이유하 (李兪夏) - 이윤종 (李允鍾) - 이은섭 (李殷燮) - 이을룡 (李乙龍) - 이응양 (李應陽) - 이응진 (李應鎭) - 이인근 (李仁根) - 이인식 (李仁植) - 이인주 (李寅周) - 이재붕 (李在鵬) - 이정근 (李正根) - 이정남 (李正南) - 이정술 (李丁述) - 이정용 (李正鎔) - 이종국 (李鍾國) - 이종만 (李鍾萬) - 이종무 (李宗懋) - 이종수 (李宗洙) - 이종식 (李種植) - 이종한 (李鍾漢) - 이주완 (李周完) - 이중수 (李仲秀) - 이중화 (李重華) - 이지균 (李至均) - 이지춘 (李枝春) - 이진상 (李鎭祥) - 이진하 (李鎭河) - 이찬익 (李贊益) - 이창배 (李昌培) - 이창순 (李昌淳) - 이창우 (李昌雨) - 이채순 (李采順) - 이천주 (李天柱) - 이철봉 (李喆鳳) - 이춘근 (李春根) - 이태순 (李泰淳) - 이태훈 (李泰勳) - 이택 (李澤) - 이하주 (李河柱) - 이한구 (李漢九) - 이한선 (李漢善) - 이헌규 (李憲珪) - 이현수 (李鉉洙) - 이현우 (李賢雨) - 이홍순 (李弘純) - 이흥세 (李興世) - 이흥식 (李興植) - 이희영 (李喜永) - 임권택 (林權澤) - 임만선 (林萬先) - 임병식 (林炳湜) - 임응기 (林應基) - 임인식 (林인湜) - 임일성 (林一成) - 임학용 (林學用) - 임헌영 (林憲永) - 관료 - 임형순 (林炯淳) - 임호영 (林虎英) - 임흥재 (任興宰) - 관료 |

### 자
| - 장강선 (張剛善) - 장계택 (張啓澤) - 장기석 (張基錫) - 장덕영 (張悳永) - 장두만 (張斗萬) - 장성근 (張成根) - 장성동 (張成동) - 장세권 (張世權) - 장우상 (張又祥) - 장우식 (張友植) - 장준근 (張俊根) - 장춘갑 (張春甲) - 장헌근 (張憲根) - 중추원, 관료 - 장혜순 (張惠淳) - 전규태 (全奎泰) - 전기완 (全基完) - 전남수 (全南洙) - 전문순 (田文淳) - 전병록 (全秉祿) - 전봉덕 (田鳳德) - 전봉설 (全鳳卨) - 전세엽 (錢世曄) - 전영찬 (全永燦) - 전용환 (全鎔煥) - 전익서 (田益瑞) - 전재우 (全在禹) - 관료 - 전정윤 (全正允) - 전진원 (錢進源) - 전창림 (全昌林) - 관료 - 정관모 (鄭寬謨) - 정규봉 (丁奎鳳) - 관료 - 정규혁 (丁奎赫) - 정기영 (鄭己永) - 정기창 (鄭基昌) - 관료 - 정낙서 (鄭樂瑞) | - 정낙영 (鄭樂暎) - 정낙주 (鄭樂周) - 정뇌호 (鄭雷浩) - 정두형 (鄭斗炯) - 정병규 (鄭炳圭) - 정봉기 (鄭鳳基) - 정석우 (鄭錫禹) - 정성식 (鄭成植) - 정세호 (鄭世好) - 정쌍동 (鄭雙同) - 정연주 (鄭然珠) - 정우현 (鄭禹鉉) - 정운복 (鄭雲復) - 정운필 (鄭雲弼) - 정이숙 (鄭履淑) - 정인영 (鄭寅榮) - 정인하 (鄭寅夏) - 정인회 (鄭寅會) - 정일룡 (鄭一龍) - 정재현 (鄭宰賢) - 정정석 (鄭正錫) - 정정옥 (鄭正玉) - 정제봉 (鄭濟鳳) - 정준모 (鄭俊模) - 정준택 (鄭埈澤) - 정진환 (鄭珍煥) - 정창근 (鄭昌根) - 정충원 (鄭忠源) - 관료 - 정치훈 (鄭致薰) - 정태휴 (鄭泰休) - 정태흥 (鄭泰興) - 정필화 (鄭弼和) - 정한영 (鄭漢永) - 정해인 (鄭海仁) - 관료 | - 정환선 (丁煥善) - 정희영 (鄭熙永) - 조갈범 (趙葛凡) - 조갑이 (趙甲伊) - 조관빈 (趙觀彬) - 조규림 (趙圭琳) - 조기찬 (趙基璨) - 조남재 (趙南載) - 조동흥 (曺東興) - 조성구 (趙聲九) - 관료 - 조연광 (趙淵光) - 조익로 (趙翊魯) - 조익제 (趙翊濟) - 조익호 (趙益鎬) - 조인옥 (趙仁玉) - 조점제 (趙点濟) - 조정관 (趙政瓘) - 조종춘 (趙鍾春) - 관료 - 조종훈 (趙鍾勛) - 조진원 (趙震元) - 조진호 (趙振浩) - 조찬현 (趙燦顯) - 조창현 (趙彰顯) - 조천동 (曺千同) - 조태환 (曺泰煥) - 조희창 (趙熙彰) - 주익상 (朱益相) - 주찬오 (朱贊五) - 주홍섭 (朱鴻燮) - 지약영 (池若榮) - 진대성 (陳大聖) - 진순길 (陳順吉) - 진용섭 (陳瑢燮) - 진형우 (陳炯瑀) |

### 차
| - 차대환 (車大桓) - 차원준 (車元俊) - 차정준 (車貞俊) - 차창순 (車昌順) - 채규병 (蔡奎丙) - 채규철 (蔡奎哲) - 채규한 (蔡奎漢) - 천경식 (千璟植) - 천규문 (千奎文) - 최경진 (崔慶進) - 관료 - 최관선 (崔寬善) - 최규진 (崔奎鎭) - 최금남 (崔金南) - 최기남 (崔基南) - 친일단체 - 최기성 (崔基成) - 최동규 (崔東奎) - 최동섭 (崔東燮) - 친일단체 - 최동수 (崔東洙) - 최동주 (崔銅柱) - 최동직 (崔東直) - 최두천 (崔斗天) | - 최백순 (崔白洵) - 최병두 (崔秉斗) - 최병식 (崔秉軾) - 최봉달 (崔奉達) - 최봉오 (崔鳳梧) - 최상덕 (崔相德) - 최상룡 (崔相龍) - 최상욱 (崔翔昱) - 최석현 (崔錫鉉) - 관료 - 최성수 (崔成守) - 최순정 (崔順貞) - 최승준 (崔昇浚) - 최여옥 (崔麗鈺) - 최연 (崔燕) - 최연식 (崔演式) - 관료 - 최영근 (崔永根) - 최영우 (崔泳祐) - 최용학 (崔容學) - 최원균 (崔元均) - 최원복 (崔元福) - 최응두 (崔應斗) - 관료 | - 최인범 (崔仁範) - 최재석 (崔在奭) - 최제현 (崔濟賢) - 최주영 (崔周榮) - 최준성 (崔俊成) - 최지순 (崔志淳) - 최지환 (崔志煥) - 중추원, 관료 - 최진태 (崔鎭泰) - 최창렬 (崔昌烈) - 최창학 (崔昌學) - 최창한 (崔昌漢) - 최창홍 (崔昌弘) - 관료 - 최치림 (崔致林) - 최탁 (崔卓) - 관료, 해외 - 최태경 (崔泰卿) - 최태선 (崔泰善) - 최태현 (崔泰顯) - 최한석 (崔翰錫) - 최형준 (崔亨俊) - 최흥선 (崔興善) |

### 파
- 표한용 (表漢龍)

### 하
| - 하선진 (河璿鎭) - 하판락 (河判洛) - 한달원 (韓達源) - 한동석 (韓東錫) - 관료 - 한동희 (韓東熙) - 한두형 (韓斗炯) - 한석명 (韓錫命) - 관료 - 한성구 (韓性求) - 한영기 (韓瑩琪) - 한용 (韓溶) - 사법 - 한용수 (韓龍洙) - 한인순 (韓仁順) - 한장현 (韓璋鉉) - 한정석 (韓定錫) - 중추원 - 한종건 (韓鍾建) - 관료 - 한종수 (韓綜洙) - 한태헌 (韓泰憲) - 한호석 (韓浩錫) - 함병헌 (咸秉憲) | - 함양수 (咸良守) - 함희창 (咸熙昌) - 허규원 (許規源) - 허기엽 (許基燁) - 허섭 (許燮) - 허현 (許鉉) - 허효연 (許孝淵) - 현기언 (玄基彦) - 현석준 (玄錫俊) - 현시달 (玄時達) - 해외 - 현응팔 (玄應八) - 홍낙구 (洪洛龜) - 홍명후 (洪明厚) - 홍병식 (洪秉寔) - 홍상옥 (洪尙玉) - 홍석창 (洪錫昌) - 홍성섭 (洪成燮) - 홍성준 (洪性駿) - 홍순관 (洪淳寬) | - 홍순근 (洪淳根) - 홍순봉 (洪淳鳳) - 해외 - 홍영언 (洪永彦) - 홍재일 (洪在一) - 홍정길 (洪正吉) - 홍종익 (洪鍾翊) - 홍형표 (洪亨杓) - 황경준 (黃景駿) - 황봉진 (黃鳳鎭) - 황산봉 (黃山鳳) - 황신태 (黃信泰) - 황영철 (黃榮哲) - 황용석 (黃龍錫) - 황윤수 (黃潤壽) - 황인환 (黃仁煥) - 황재락 (黃再洛) - 해외 - 황치수 (黃致秀) - 황태근 (黃泰根) - 황헌성 (黃憲性) |

## 같이 보기
- 친일파 708인 명단 - 애국자 살상자
- 친일파 708인 명단 - 경시
- 친일파 708인 명단 - 고등계 형사
- 대한민국 정부 발표 친일반민족행위자 명단 - 통치 기구